# Fuentes del Valle
Fuentes del Valle – miasto w Meksyku, w stanie Meksyk.